# Protapanteles vafer
Protapanteles vafer är en stekelart som först beskrevs av Nixon 1965.  Protapanteles vafer ingår i släktet Protapanteles och familjen bracksteklar. Inga underarter finns listade i Catalogue of Life.